# 27896 Tourminator
27896 Tourminator è un asteroide della fascia principale. Scoperto nel 1996, presenta un'orbita caratterizzata da un semiasse maggiore pari a 2,9690721 UA e da un'eccentricità di 0,0862174, inclinata di 11,37731° rispetto all'eclittica.